# Мелихово (Белгородская область)
Ме́лихово — село в Корочанском районе Белгородской области, административный центр Мелиховского сельского поселения.

## История
Село возникло в 1599 году неподалёку от Белгорода и было названо в честь воевавшего в то время с турками князя Мелихова. Позже оно входило в Мелиховскую волость Белгородского уезда.
К 1857 году в селе была построена церковно-приходская школа, где грамоте обучал дьячок Богоявленской церкви.
В 1880 году в селе была организована земская школа с 3-летним образованием.
Во время Великой Отечественной войны село было занято немцами в ноябре 1941 года. 25 июля 1943 года войска 94-й Гвардейской стрелковой дивизии освободили сёла Мясоедово и Мелихово.

## Население
| 2002 | 2010 |
| ---- | ---- |
| 1002 | ↘977 |

## Известные люди
- Одна из улиц села носит имя Героя Советского Союза — Кушлянского, который сражался за это село в Великую Отечественную войну.